# Claus von Boro
Claus Jürgen von Boro, gebürtig Claus-Jürgen Edler von Boroevic, (* 1. Januar 1918 in Berlin) ist ein deutscher Filmeditor.

## Leben
Er begann seine berufliche Laufbahn in der zweiten Hälfte der 1930er Jahre als Volontär bei den Produktionsfirmen Afifa und UFA. Hier erhielt er seine Ausbildung zum Schnittmeister. Von 1940 bis 1943 war er Kriegsteilnehmer.
Nach Kriegsende war er in seinem erlernten Beruf am Filmschnitt von vielen bedeutenden deutschen Spielfilmen der 1950er Jahre beteiligt. Mehrmals fungierte er dabei zusätzlich als Regieassistent, zum Beispiel in Kurt Hoffmanns Feuerwerk. Seit 1965 arbeitete er mit Regisseur Volker Schlöndorff zusammen und war damit auch an der Entstehung des Neuen Deutschen Films beteiligt.

## Filmografie
(Regieassistenz = RA)
- 1949: Die Andere
- 1949: Das goldene Edelweiß
- 1950: Der Mann, der zweimal leben wollte
- 1950: Der fallende Stern
- 1951: Das Geheimnis einer Ehe
- 1951: Fanfaren der Liebe
- 1951: Die Martinsklause (+ RA)
- 1952: Vater braucht eine Frau
- 1952: Herz der Welt
- 1952: Illusion in Moll
- 1953: Ein Herz spielt falsch
- 1953: Solange Du da bist
- 1953: Muß man sich gleich scheiden lassen?
- 1953: Königliche Hoheit
- 1954: Feuerwerk (+ RA)
- 1955: Das Schweigen im Walde (+ RA)
- 1955: Ich denke oft an Piroschka
- 1956: Regine
- 1956: Die Geierwally (+ RA)
- 1957: Der Jäger von Fall (+ RA)
- 1957: Robinson soll nicht sterben
- 1957: Der Edelweißkönig (+ RA)
- 1958: Das Wirtshaus im Spessart
- 1958: Helden
- 1958: … und nichts als die Wahrheit
- 1958: Die Sklavenkarawane
- 1959: Menschen im Netz
- 1959: Der Löwe von Babylon
- 1960: Die Frau am dunklen Fenster
- 1960: Heldinnen (+ RA)
- 1961: Bis zum Ende aller Tage (RA)
- 1962: Auf Wiedersehn am blauen Meer
- 1963: Der Chef wünscht keine Zeugen
- 1964: Erzähl mir nichts
- 1966: Der junge Törless
- 1966: Liselotte von der Pfalz (+ RA)
- 1967: Der Paukenspieler
- 1967: Mord und Totschlag
- 1969: Pudelnackt in Oberbayern
- 1969: Michael Kohlhaas – der Rebell
- 1969: Hugo, der Weiberschreck
- 1971: Der plötzliche Reichtum der armen Leute von Kombach
- 1971: Einer spinnt immer (+ RA)
- 1972: Die Moral der Ruth Halbfass